# Pole (informatyka)
Pole – pojedyncza zmienna, stanowiąca fragment struktury, unii, klasy, obiektu lub rekordu tabeli bazodanowej. Z polem związany jest pewien typ oraz zestaw innych atrybutów, w tym atrybutów rozmieszczenia. Do pola konkretnej, zdefiniowanej struktury danych można odwołać się za pomocą selekcji.